# Baudouin de Meules
Baudouin de Meules (in der Normandie) oder Baudouin FitzGilbert (in England; † 1090) Seigneur de Meules et du Sap (Normandie), Lord of Okehampton (Devon), Sheriff von Devon, war der jüngere Sohn von Gilbert de Brionne.

## Biografie
Nachdem Gilbert de Brionne 1040 von Robert Giroie und Raoul de Gacé ermordet worden war, wurden seine beiden Söhne Richard und Baudouin nach Flandern gebracht und – unter Verlust ihres Besitzes in der Normandie – dem Schutz der Grafen Balduin V. unterstellt. Nach etwa 15 Jahren Exil kehrten Richard und Baudouin in die Normandie zurück, wo ihnen Herzog Wilhelm II. auf Bitten seines Schwiegervaters Balduin von Flandern mehrere Orte übertrug: Meules und Le Sap für Baudouin sowie Bienfaite und Orbec für Richard. Brionne hingegen blieb im Besitz des Herzogs.
Baudouin begleitete Wilhelm 1066 vermutlich bei der Eroberung Englands und kämpfte wohl auch in der Schlacht von Hastings und bekam in der Folge eine Vielzahl von Gütern und wichtige Aufgaben im Westen des Landes. Er wurde Lord von Okehampton und Sheriff von Devon. 1068 übertrug Wilhelm ihm nach einem Aufstand, einer Belagerung und der Unterwerfung die Kontrolle über die Stadt Exeter.

## Nachkommen
Nach einer Quelle war seine Ehefrau Alberada, der Herkunft nicht geklärt ist, vielleicht eine Tochter von Mauger, Vicomte des Cotentin, nach einer anderen Quelle hieß seine Ehefrau Emma. Seine Kinder waren:
- Robert († nach 1101), Seigneur de Sap et Meules, Kastellan von Brionne. Er erbte den englischen Besitz seines Bruders 1096
- Guillaume († 1096), Nachfolger Baudouins in England, Herr von Okehampton, Sheriff von Devon
- Richard († 1137), Herr von Okehampton
- Adele
- Emma ⚭ Hugues de Waft
- Mathilde ⚭ Guillaume, Sohn von Guimond, Seigneur de Ponts et d’Avranches[5]

Darüber hinaus hatte er einen unehelichen Sohn von einer unbekannten Frau:
- Wiger († 1133), Mönch in der Abtei Le Bec.